# Kira Kirillovna Ruská

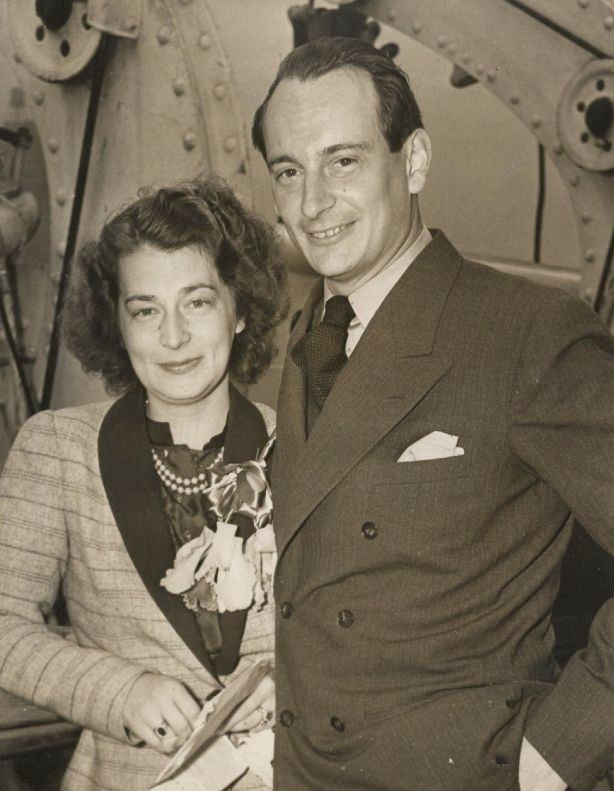
Velkokněžna Kira Kirillovna Ruská s manželem Ludvíkem Ferdinandem Pruským

Velkokněžna Kira Kirillovna Ruská (9. května 1909 – 8. září 1967) byla druhá dcera velkoknížete Kirilla Vladimiroviče Romanova a velkokněžny Viktorie Fjodorovny. Vdala se za pruského prince Ludvíka Ferdinanda.

## Ruská revoluce
Kira, pojmenovaná po svém otci, se narodila v Paříži, kam se uchýlili její rodiče poté, co jejich sňatek nebyl schválen carem Mikulášem II. Důvodem bylo, že její babička z matčiny a děd z otcovy strany byli sourozenci a pravoslavná víra zakazuje sňatek přímých bratranců. Navíc se její matka rozvedla se svým manželem, hesenským velkovévodou Arnoštem Ludvíkem, bratrem carevny Alexandry Fjodorovny. Její rodiče byli později omilostněni a vrátili se do Ruska.
V důsledku ruské revoluce v roce 1917 rodina uprchla do Finska. Kira, v té době osmiletá, vzpomíná, že její rodině bylo umožněno opustit zemi s povolením Prozatímní vlády Ruska. Poprvé tehdy cestovali vlakem pro veřejnost. "Poprvé jsme cestovali bez královských ozdob... tj. bez rudých koberců, bez zvláštního pohodlí, atd.," vzpomíná. Ve Finsku její 40letá matka porodila syna, Vladimíra. Ve Finsku čekali déle než rok v naději, že Bělogvardějci zvítězí nad bolševiky a oni se budou moci vrátit do Ruska. "Tolik bych si přála tě vidět," napsala 9letá Kira své tetě, rumunské královně Marii v květnu 1918. "Tady je docela zima, i když by mělo být léto. Chlapec (malý bratr Vladimír) je sladký. Když má hlad a Nana mu připravuje oběd, slzičky mu tečou proudem po tvářích." Kira psala o sběru hub v lese, o pátečních návštěvách kina a o vyučovacích hodinách, ale také se zmiňovala o nedostatku cukru. Její matka se obracela na příbuzné v jiných zemích s prosbou o dětskou stravu pro malého Vladimíra.

## Pozdější život
Rodina později opustila Finsko a odjela do Coburgu a poté do Saint-Briac ve Francii. Kira se narodila jako princezna Kira Kirillovna Ruská, ovšem její otec jí později udělil titul "velkokněžna" poté, co se roku 1924 prohlásil za "strážce trůnu". Tmavovlasá Kira byla veselá a upřímná, také však vyrovnaná. Byla inteligentní, zvídavá a zajímala se o umění jako její matka, s níž pracovala v ateliéru v Saint-Briac. Kira rovněž často navštěvovala své příbuzné na různých královských dvorech či navštěvovala domácí večírky v Anglii. Měla trochu potíže najít si vhodného manžela. Zajímala se o Alfonse, prince z Asturie, syna krále Alfonse XIII., byla však zklamána, když princ projevil více zájmu o jednu z dcer řeckého prince Mikuláše. Později se zamilovala do rumunského prince Konstantina "Teddy" Soutzo. Jeho bratranec, král Karel II. Rumunský, však z politických důvodů nedal svolení ke sňatku. Nakonec se vdala za Ludvíka Ferdinanda 4. května 1938. Ludvík Ferdinand spolupracoval s protinacistickým odbojem. Později se svou ženou založili rodinu a usadili se ve vesničce poblíž Brém v Německu. Z tohoto manželství se narodili čtyři synové a tři dcery.

## Potomstvo
Kira Kirillovna měla děti:
- Bedřich Vilém (10. února 1939 – 29. září 2015)
- Michael (22. března 1940 – 3. dubna 2014)
- Marie Cécile (* 28. května 1942)
- Kira (27. června 1943 – 10. ledna 2004)
- Ludvík Ferdinand (25. srpna 1944 – 11. července 1977)
- Kristián-Zikmund (* 14. března 1946)
- Xenie (9. prosince 1949 – 18. ledna 1992).[9]

## Vývod z předků
|                       |                                              |  |                                    |                                       |  |  |  |  |  |  |  | Mikuláš I. Pavlovič |
|                       |                                              |  |                                    |                                       |  |  |  |  |  |  |  |                     |
|                       | Alexandr II. Nikolajevič                     |  |                                    |                                       |  |  |  |  |  |  |  |                     |
|                       |                                              |  |                                    |                                       |  |  |  |  |  |  |  |                     |
|                       |                                              |  |                                    | Šarlota Pruská                        |  |  |  |  |  |  |  |                     |
|                       |                                              |  |                                    |                                       |  |  |  |  |  |  |  |                     |
|                       | Vladimír Alexandrovič Romanov                |  |                                    |                                       |  |  |  |  |  |  |  |                     |
|                       |                                              |  |                                    |                                       |  |  |  |  |  |  |  |                     |
|                       |                                              |  |                                    | Ludvík II. Hesenský                   |  |  |  |  |  |  |  |                     |
|                       |                                              |  |                                    |                                       |  |  |  |  |  |  |  |                     |
|                       | Marie Alexandrovna                           |  |                                    |                                       |  |  |  |  |  |  |  |                     |
|                       |                                              |  |                                    |                                       |  |  |  |  |  |  |  |                     |
|                       |                                              |  |                                    | Vilemína Luisa Bádenská               |  |  |  |  |  |  |  |                     |
|                       |                                              |  |                                    |                                       |  |  |  |  |  |  |  |                     |
|                       | Kirill Vladimirovič Ruský                    |  |                                    |                                       |  |  |  |  |  |  |  |                     |
|                       |                                              |  |                                    |                                       |  |  |  |  |  |  |  |                     |
|                       |                                              |  |                                    | Pavel Fridrich Meklenbursko-Zvěřínský |  |  |  |  |  |  |  |                     |
|                       |                                              |  |                                    |                                       |  |  |  |  |  |  |  |                     |
|                       | Bedřich František II. Meklenbursko-Zvěřínský |  |                                    |                                       |  |  |  |  |  |  |  |                     |
|                       |                                              |  |                                    |                                       |  |  |  |  |  |  |  |                     |
|                       |                                              |  |                                    | Alexandra Pruská                      |  |  |  |  |  |  |  |                     |
|                       |                                              |  |                                    |                                       |  |  |  |  |  |  |  |                     |
|                       | Marie Meklenbursko-Zvěřínská                 |  |                                    |                                       |  |  |  |  |  |  |  |                     |
|                       |                                              |  |                                    |                                       |  |  |  |  |  |  |  |                     |
|                       |                                              |  |                                    | Heinrich LXIII. Reuss z Köstritz      |  |  |  |  |  |  |  |                     |
|                       |                                              |  |                                    |                                       |  |  |  |  |  |  |  |                     |
|                       | Augusta Reuss Köstritz                       |  |                                    |                                       |  |  |  |  |  |  |  |                     |
|                       |                                              |  |                                    |                                       |  |  |  |  |  |  |  |                     |
|                       |                                              |  |                                    | Eleonora ze Stolberg-Wernigerode      |  |  |  |  |  |  |  |                     |
|                       |                                              |  |                                    |                                       |  |  |  |  |  |  |  |                     |
| Kira Kirillovna Ruská |                                              |  |                                    |                                       |  |  |  |  |  |  |  |                     |
|                       |                                              |  |                                    |                                       |  |  |  |  |  |  |  |                     |
|                       |                                              |  | Arnošt I. Sasko-Kobursko-Gothajský |                                       |  |  |  |  |  |  |  |                     |
|                       |                                              |  |                                    |                                       |  |  |  |  |  |  |  |                     |
|                       | Albert Sasko-Kobursko-Gothajský              |  |                                    |                                       |  |  |  |  |  |  |  |                     |
|                       |                                              |  |                                    |                                       |  |  |  |  |  |  |  |                     |
|                       |                                              |  |                                    | Luisa Sasko-Gothajsko-Altenburská     |  |  |  |  |  |  |  |                     |
|                       |                                              |  |                                    |                                       |  |  |  |  |  |  |  |                     |
|                       | Alfréd Sasko-Kobursko-Gothajský              |  |                                    |                                       |  |  |  |  |  |  |  |                     |
|                       |                                              |  |                                    |                                       |  |  |  |  |  |  |  |                     |
|                       |                                              |  |                                    | Eduard August Hannoverský             |  |  |  |  |  |  |  |                     |
|                       |                                              |  |                                    |                                       |  |  |  |  |  |  |  |                     |
|                       | Královna Viktorie                            |  |                                    |                                       |  |  |  |  |  |  |  |                     |
|                       |                                              |  |                                    |                                       |  |  |  |  |  |  |  |                     |
|                       |                                              |  |                                    | Viktorie Sasko-Kobursko-Saalfeldská   |  |  |  |  |  |  |  |                     |
|                       |                                              |  |                                    |                                       |  |  |  |  |  |  |  |                     |
|                       | Viktorie Melita Sasko-Koburská               |  |                                    |                                       |  |  |  |  |  |  |  |                     |
|                       |                                              |  |                                    |                                       |  |  |  |  |  |  |  |                     |
|                       |                                              |  |                                    | Mikuláš I. Pavlovič                   |  |  |  |  |  |  |  |                     |
|                       |                                              |  |                                    |                                       |  |  |  |  |  |  |  |                     |
|                       | Alexandr II. Nikolajevič                     |  |                                    |                                       |  |  |  |  |  |  |  |                     |
|                       |                                              |  |                                    |                                       |  |  |  |  |  |  |  |                     |
|                       |                                              |  |                                    | Šarlota Pruská                        |  |  |  |  |  |  |  |                     |
|                       |                                              |  |                                    |                                       |  |  |  |  |  |  |  |                     |
|                       | Marie Alexandrovna Romanovová                |  |                                    |                                       |  |  |  |  |  |  |  |                     |
|                       |                                              |  |                                    |                                       |  |  |  |  |  |  |  |                     |
|                       |                                              |  |                                    | Ludvík II. Hesenský                   |  |  |  |  |  |  |  |                     |
|                       |                                              |  |                                    |                                       |  |  |  |  |  |  |  |                     |
|                       | Marie Alexandrovna                           |  |                                    |                                       |  |  |  |  |  |  |  |                     |
|                       |                                              |  |                                    |                                       |  |  |  |  |  |  |  |                     |
|                       |                                              |  |                                    | Vilemína Luisa Bádenská               |  |  |  |  |  |  |  |                     |
|                       |                                              |  |                                    |                                       |  |  |  |  |  |  |  |                     |